# National Provincial Championship 1999
La National Provincial Championship 1999 fue la vigésimo cuarta edición del principal torneo de rugby de Nueva Zelanda.
El campeón del torneo fue el equipo de  Auckland quienes lograron su décimo segundo campeonato.

## Sistema de disputa
Cada equipo enfrenta a los equipos restantes en una sola ronda.
- Los cuatro mejores equipos clasifican a semifinales por la búsqueda del campeonato.

## Clasificación
Tabla de posiciones:
| Pos. | Equipo           | Encuentros | Encuentros | Encuentros | Encuentros | Tantos | Tantos | Tantos | PB | PB | Puntos |
| Pos. | Equipo           | PJ         | PG         | PE         | PP         | F      | C      | Dif    | BO | BD | Puntos |
| ---- | ---------------- | ---------- | ---------- | ---------- | ---------- | ------ | ------ | ------ | -- | -- | ------ |
| 1.º  | Auckland         | 9          | 8          | 0          | 1          | 290    | 108    | +182   | 5  | 1  | 38     |
| 2.º  | Waikato          | 9          | 6          | 1          | 2          | 263    | 181    | +82    | 3  | 1  | 30     |
| 3.º  | Wellington       | 9          | 6          | 0          | 3          | 251    | 176    | +75    | 3  | 2  | 29     |
| 4.º  | North Harbour    | 9          | 5          | 1          | 3          | 263    | 212    | +51    | 4  | 3  | 29     |
| 5.º  | Canterbury       | 9          | 5          | 0          | 4          | 240    | 162    | +78    | 4  | 1  | 25     |
| 6.º  | Northland        | 9          | 4          | 0          | 5          | 215    | 293    | -78    | 5  | 1  | 22     |
| 7.º  | Otago            | 9          | 4          | 1          | 4          | 215    | 265    | -50    | 2  | 0  | 20     |
| 8.º  | Taranaki         | 9          | 3          | 0          | 6          | 240    | 232    | +8     | 3  | 2  | 17     |
| 9.º  | Counties Manukau | 9          | 2          | 0          | 7          | 228    | 364    | -136   | 4  | 1  | 13     |
| 10.º | Southland        | 9          | 0          | 1          | 8          | 102    | 284    | -182   | 0  | 2  | 4      |

|  | Semifinalistas. |

### Semifinales
| 16 de octubre | Auckland | 38 - 30 | North Harbour |  |  |

| 16 de octubre | Wellington | 38 - 17 | Waikato |  |  |

### Final
| 23 de octubre | Auckland | 24 - 18 | Wellington |  |  |

| Bandera de Nueva Zelanda |
| Campeón Auckland         |
| Décimo segundo título    |